# فيروس إنفلونزا ب
فيروس إنفلونزا ب هي أحد أجناس فيروس أورثوميكوفيريداي، و المعروف إنه يصيب فقط الإنسان و الفقمة. و عدم مقدرة الفيروس ب على إصابة أنواع مختلفة من الكائنات قد يكون سبب شبه انعدام جوائح فيروسية لهذا النوع. كما أن الفيروس ب يتعرض لطفرات بمعدل 2-3 مرات أقل من فيروس إنفلونزا أ و لكن أكثر من فيروس إنفلونزا ج. و على الرغم من قلة الطفرات المصاحبة للفيروس إلا إنها تحصل بوتيرة أسرع من أن يكتسب المصاب مناعة دائمة ضد الفيروس.
ويمكن تقسيم فيروسات الأنفلونزا من النمط B إلى فئتين (سلالتين) رئيسيتين يشار إليهما باسم سلالة B/Yamagata وسلالة B/Victoria. ولا تصنَّف فيروسات الأنفلونزا من النمط B ضمن أنماط فرعية.